# Lobelia tripartita
Lobelia tripartita är en klockväxtart som beskrevs av Mats Thulin. Lobelia tripartita ingår i släktet lobelior, och familjen klockväxter.
Artens utbredningsområde är Etiopien. Inga underarter finns listade i Catalogue of Life.